# Ân Dương
Ân Dương (tiếng Trung: 恩阳区; bính âm: Ēnyáng Qū) là một khu (quận) của thành phố Ba Trung, tỉnh Tứ Xuyên, Trung Quốc. Khu được hình thành từ tháng 1 năm 2013 trên cơ sở 12 trấn và 12 hương tách ra từ khu Ba Châu. Diện tích thẩm quyền của khu Ân Dương là khoảng 1.000 km², nhân khẩu khoảng 620.000 người. Chính quyền Nhân dân khu Ân Dương đặt tại đất của Ân Dương cổ trấn, cách khu đô thị chính của Ba Trung gần 10 km, Ân Dương cổ trấn cũng là một trong thập đại cổ trấn của Tứ Xuyên. Khu Ân Dương có đường cao tốc Ba Nam và tỉnh lộ 101 chạy qua.

### Trấn
| - Ân Dương (恩阳镇) - Ngọc Sơn (玉山镇) - Trà Bá (茶坝镇) - Quan Âm Tỉnh (观音井镇) - Hoa Tùng (花丛镇) - Liễu Lâm (柳林镇) | - Hạ Bát Miếu (下八庙镇) - Ngư Khê (渔溪镇) - Thanh Mộc (青木镇) - Tam Hà Trường (三河场镇) - Tam Hối (三汇镇) - Thượng Bát Miếu (上八庙镇) |

### Hương
| - Thạch Thành (石城乡) - Hưng Long Trường (兴隆场乡) - Quan Công (关公乡) - Tam Tinh (三星乡) - Vũ Phượng (舞凤乡) - Song Thắng (双胜乡) | - Quần Lạc (群乐乡) - Vạn An (万安乡) - Doãn Gia (尹家乡) - Cửu Trấn (九镇乡) - Ngọc Tỉnh (玉井乡) - Nghĩa Hưng (义兴乡) |